# Liste der Kulturdenkmale im Kreis Stormarn
In der Liste der Kulturdenkmale im Kreis Stormarn sind die Kulturdenkmale im schleswig-holsteinischen Kreis Stormarn aufgelistet. 
Grundlage der Einzellisten sind die in den jeweiligen Listen angegebenen Quellen. Die Angaben in den einzelnen Listen ersetzen nicht die rechtsverbindliche Auskunft der zuständigen Denkmalschutzbehörde. Die erforderlichen Denkmaleigenschaften werden im Denkmalschutzgesetz von Schleswig-Holstein festgeschrieben.
Die Bodendenkmale sind in der Liste der Bodendenkmale im Kreis Stormarn erfasst.

## Gemeindeübergreifende Sachgesamtheit
| Objekt-ID      | Lage | Offizielle Bezeichnung | Beschreibung | Bild |
| -------------- | --- | ---------------------- | --- | ---- |
| 54811 Wikidata | Ahrensfelder Weg 2, Eilbergweg 15, Hochbahnstieg 1, Waldemar-Bonsels-Weg 170 (53° 39′ 12″ N, 10° 15′ 40″ O) | Walddörferbahn         | Sachgesamtheit Walddörferbahn; um 1914 entworfen, Arch. Eugen Göbel, Bauing. Nils Buer, 1921/22 durch die Hamburger Hochbahn in Betrieb genommen; Ensemble von vier Schnellbahn-Haltestellen mit Empfangsgebäuden und Bahnsteigen im Stil der Heimatschutzarchitektur - Schutzumfang: U-Bahnhof Großhansdorf, Bahnsteiganlage mit Überdachung und Möblierung, Blockbude (Großhansdorf, Eilbergweg 15), U-Bahnhof Schmalenbeck, Bahnsteiganlage mit Überdachung und Möblierung (Großhansdorf, Ahrensfelder Weg 2), U-Bahnhof Ahrensburg-Ost, Bahnsteiganlage mit Überdachung und Möblierung (Ahrensburg, Hochbahnstieg 1), U-Bahnhof Ahrensburg-West, Bahnsteiganlage mit Überdachung und Möblierung (Ahrensburg, Waldemar-Bonsels-Weg 170) - Begründung: Geschichtlich, Künstlerisch, Städtebaulich, Technisch | BW   |

## Aufteilung
Wegen der großen Anzahl von Kulturdenkmalen im Kreis Stormarn ist diese Liste in Teillisten aufgeteilt und alphabetisch sortiert nach den Städten und Gemeinden des Kreises.
| Gemeinde/ Stadt       | Kulturdenkmalliste                                | Wappen | Lage | Bild eines Kulturdenkmals |
| --------------------- | ------------------------------------------------- | ------ | ---- | ------------------------- |
| Ahrensburg            | Liste der Kulturdenkmale in Ahrensburg            |        |      |                           |
| Bad Oldesloe          | Liste der Kulturdenkmale in Bad Oldesloe          |        |      |                           |
| Bargfeld-Stegen       | Liste der Kulturdenkmale in Bargfeld-Stegen       |        |      |                           |
| Bargteheide           | Liste der Kulturdenkmale in Bargteheide           |        |      |                           |
| Barnitz               | Liste der Kulturdenkmale in Barnitz               |        |      |                           |
| Braak                 | Liste der Kulturdenkmale in Braak                 |        |      |                           |
| Brunsbek              | Liste der Kulturdenkmale in Brunsbek              |        |      |                           |
| Delingsdorf           | Liste der Kulturdenkmale in Delingsdorf           |        |      |                           |
| Feldhorst             | Liste der Kulturdenkmale in Feldhorst             |        |      |                           |
| Glinde                | Liste der Kulturdenkmale in Glinde                |        |      |                           |
| Grabau (Stormarn)     | Liste der Kulturdenkmale in Grabau (Stormarn)     |        |      |                           |
| Grönwohld             | Liste der Kulturdenkmale in Grönwohld             |        |      |                           |
| Großensee (Holstein)  | Liste der Kulturdenkmale in Großensee (Holstein)  |        |      |                           |
| Großhansdorf          | Liste der Kulturdenkmale in Großhansdorf          |        |      |                           |
| Hamberge              | Liste der Kulturdenkmale in Hamberge              |        |      |                           |
| Hamfelde (Stormarn)   | Liste der Kulturdenkmale in Hamfelde (Stormarn)   |        |      |                           |
| Hammoor               | Liste der Kulturdenkmale in Hammoor               |        |      |                           |
| Hohenfelde (Stormarn) | Liste der Kulturdenkmale in Hohenfelde (Stormarn) |        |      |                           |
| Hoisdorf              | Liste der Kulturdenkmale in Hoisdorf              |        |      |                           |
| Jersbek               | Liste der Kulturdenkmale in Jersbek               |        |      |                           |
| Klein Wesenberg       | Liste der Kulturdenkmale in Klein Wesenberg       |        |      |                           |
| Lasbek                | Liste der Kulturdenkmale in Lasbek                |        |      |                           |
| Lütjensee             | Liste der Kulturdenkmale in Lütjensee             |        |      |                           |
| Mönkhagen             | Liste der Kulturdenkmale in Mönkhagen             |        |      |                           |
| Neritz                | Liste der Kulturdenkmale in Neritz                |        |      |                           |
| Pölitz                | Liste der Kulturdenkmale in Pölitz                |        |      |                           |
| Reinbek               | Liste der Kulturdenkmale in Reinbek               |        |      |                           |
| Reinfeld (Holstein)   | Liste der Kulturdenkmale in Reinfeld (Holstein)   |        |      |                           |
| Rethwisch (Stormarn)  | Liste der Kulturdenkmale in Rethwisch (Stormarn)  |        |      |                           |
| Rümpel                | Liste der Kulturdenkmale in Rümpel                |        |      |                           |
| Siek (Holstein)       | Liste der Kulturdenkmale in Siek (Holstein)       |        |      |                           |
| Steinburg (Stormarn)  | Liste der Kulturdenkmale in Steinburg (Stormarn)  |        |      |                           |
| Tangstedt (Stormarn)  | Liste der Kulturdenkmale in Tangstedt (Stormarn)  |        |      |                           |
| Todendorf             | Liste der Kulturdenkmale in Todendorf             |        |      |                           |
| Travenbrück           | Liste der Kulturdenkmale in Travenbrück           |        |      |                           |
| Tremsbüttel           | Liste der Kulturdenkmale in Tremsbüttel           |        |      |                           |
| Trittau               | Liste der Kulturdenkmale in Trittau               |        |      |                           |
| Wesenberg (Holstein)  | Liste der Kulturdenkmale in Wesenberg (Holstein)  |        |      |                           |
| Westerau              | Liste der Kulturdenkmale in Westerau              |        |      |                           |
| Witzhave              | Liste der Kulturdenkmale in Witzhave              |        |      |                           |
| Zarpen                | Liste der Kulturdenkmale in Zarpen                |        |      |                           |